# ドグソミーン・ボドー
ドグソミーン・ボドー（Догсомын Бодоо、Dogsomyn Bodoo、1885年? - 1922年8月31日）は、モンゴルの政治家。1921年から1922年まで首相を務めた。ラマ僧からモンゴル民族主義者、革命家となり、モンゴル人民革命党を結成した「最初の7人」の一人。1921年4月16日から1922年1月7日まで暫定政権の首相に就任したが、1922年に権力闘争に破れ処刑された。

## 生い立ち
ボドーは、1895年現在のトゥヴ県Mandshir Hutagtに生まれる。ニースレル・フレー（現在のウランバートル）の学校でモンゴル語と文学に関して高等教育を受けた。シャヴィイン・ヤーム Shaviyn Yaam（宗務局）、ロシア領事館通訳学校のモンゴル教師として働いた。ボドーは、モンゴル語のほか、中国語、チベット語、満州語に堪能であった。その後、ハルビンの新聞、Mongolyn Sonin Bichigのニースレル・フレー代表やShine Tol'紙、Niislel Hureeniy Sonin Bichig紙の通信員、編集者を務めた。

## モンゴル人民党結成
ロシア領事館でしばらく勤務する間に、ボドーは多くのロシア人の知己を得るとともに、ロシア革命の影響を受け、ボリシェヴィキに傾倒するようになった。1919年中国によるウルガ自治権の排斥行動はモンゴル民族主義を刺激し、同年の9月にボドーらは、秘密革命組織「領事館丘グループ」（Konsulyn Denj）を結成した。このグループの中核メンバーには、ダムビン・チャグダルジャヴ、ボドーのロシア語通訳として働いていたホルローギーン・チョイバルサンらがいた。時を同じくして、ソリーン・ダンザン率いる秘密革命組織ズーン（東）フレー・グループが結成されたが、両派は合流し、モンゴル人民党（後のモンゴル人民革命党）を結成した。人民党は中国によるモンゴル支配の打破を志向しており、ソビエト・ロシアに対して友好的であった。1920年人民党は、ボリシェヴィキとの関係確立を目的にボドー、スフバートル、チャグダルジャヴ、チョイバルサン、ダンザンなど7人の使節団をロシアに送った。

## モンゴル首相
1921年3月に成立したモンゴル臨時人民政府でボドーは外相に就任し、4月16日、チャグダルジャヴの跡を襲い首相に就任する。首相と外相を兼摂したボドーは、1921年9月14日モンゴルの独立宣言に署名した。ボドーと、ズーン・フレー・グループの領袖で人民党議長となったソリーン・ダンザンとは政治的に対立していたが、ボドーが首相に就任し、ダンザンが大蔵大臣となりさらに対立は激化していった。蔵相在任中、ダンザンは、ボドーを「短気で近視眼的である」と批判し、ボドーを権力の座から放逐する企てを計画するようになった。

## 失脚
1921年後半、ボドーは近代化を名目に、モンゴル革命青年同盟（MRYU）を動かし、モンゴルの女性の民族衣装デールDeelの襟と女性の髪を切るキャンペーンを開始した。MRYUは1921年に反革命勢力との闘争を目的に組織されたが、反ボドー派のダンザン、リンチノ、チョイバルサンらはこの動きを逆にボドー失脚に利用した。

## 粛清
ダンザンはボドーを批判し、ボドーが革命を徐々に蝕み、独裁をもくろんで中国とアメリカと共謀したと非難した。また、独立派の指導者ジャ・ラマと共同で構想を推進したことについても責任を追及された。結局、ボドーは1922年1月7日、健康上の理由で政府内の公職を全て解任された。 

## 死
失脚したボドーに対して、モンゴル国内の先鋭な対立は、静謐な引退生活を送ることを許さなかった。モンゴルではラマ仏教の勢力が圧倒的であり、人民政府内部での穏健派と急進派の対立にボドーは巻き込まれた。ボドーやチャグダルジャヴら14人の閣僚経験者は無制限君主制の復活をもくろみ人民政府を破壊した反革命分子として有罪判決を受け、1922年8月31日に処刑された。